# Cyphophthalmi
Sous-ordre
Les Cyphophthalmi sont un sous-ordre d'opilions. Les 250 espèces connues sont classées dans sept familles.

## Liste des familles
Selon World Catalogue of Opiliones (26 octobre 2024) :
- Boreophthalmi Giribet, Sharma, Benavides, Boyer, Clouse, de Bivort, Dimitrov, Kawauchi, Murienne & Schwendinger, 2012
  - Sironidae Leach, 1816
  - Stylocellidae Hansen & Sørensen, 1904
- Scopulophthalmi Giribet, Sharma, Benavides, Boyer, Clouse, de Bivort, Dimitrov, Kawauchi, Murienne & Schwendinger, 2012
  - Pettalidae Shear, 1980
- Sternophthalmi Giribet, Sharma, Benavides, Boyer, Clouse, de Bivort, Dimitrov, Kawauchi, Murienne & Schwendinger, 2012
  - Neogoveidae Shear, 1980
  - Ogoveidae Shear, 1980
  - Troglosironidae Shear, 1993
- Infra-ordre indéterminée
  - genres
    - Ankaratra Shear & Gruber, 1996
    - Marwe Shear, 1985
    - Shearogovea Giribet, 2011
    - † Foveacorpus Bartel, Dunlop & Giribet, 2023

  - Parasironidae Karaman, Mitov & Snegovaya, 2024

## Systématique et taxinomie
Ce sous-ordre a été décrit par Simon en 1879 dans les Opiliones.

## Publication originale
- Simon, 1879 : « Les Ordres des Chernetes, Scorpiones et Opiliones. » Les Arachnides de France, vol. 7, p. 1-332.